# Francisco Lourenço do Rego
 Francisco Lourenço do Rego  (Ilha Terceira, Açores, Portugal, 4 de Janeiro de 1846 —) foi um religioso e jornalista português. O padre Francisco Lourenço do Rego, Foi cura do lugar do Porto Martins, concelho da Praia da Vitória e da freguesia de Santa Luzia, do mesmo concelho e foi vigário da paróquia da Serreta, concelho de Angra do Heroísmo, ilha terceira.
Foi professor do Novo Colégio da Guia. Como jornalista colaborou no jornal semanário "O Angrense" e outros jornais dos Açores.